# サクラメント・バレー
サクラメント・バレー（英: Sacramento Valley）は、アメリカ合衆国カリフォルニア州のセントラル・バレー北部であり、サンホアキン・サクラメント・デルタの北に位置している。その領域は10の郡の全部あるいは一部に跨っている。

## 地理

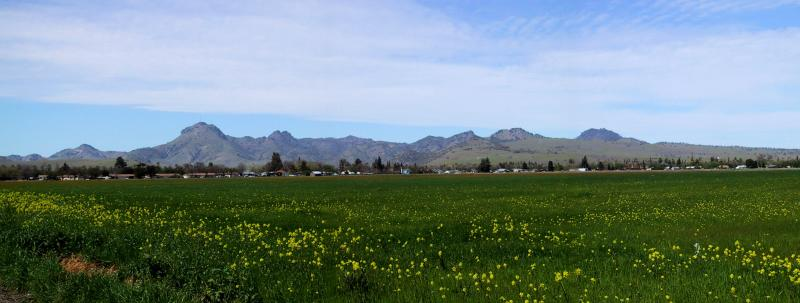
サクラメント・バレーにあるサッター・ビュート

サクラメント川とその支流がサクラメント・バレーの地理で支配的な要素である。西の北部海岸山脈、北のシスキュー山脈、および東のシエラネバダ山脈と様々な山岳部に向かって高度を上げており、それがこのバレーの形状を定義している。これら山脈から流れ出る水が農業、工業、生活用水およびレクリエーション用に供されている。川の大半は多くのダムで堰き止められ、多様な用途に使われている。
サクラメント・バレーの地形は主に、海岸山脈の雨蔭から東のシエラネバダ山脈に向かうにつれて繁茂するようになる平坦な草原である。灌漑を施す以前の状態は植生には向かない砂漠であったサンホアキン・バレーとは異なり、いくらか乾燥度合いの弱いサクラメント・バレーは、ヨーロッパ人の開拓者が訪れる以前はかなりの広さの森林だった。森林の大半はカリフォルニア・ゴールドラッシュとそれに続く白人の開拓の波が訪れた時代に切り倒されてしまった。ただし、サクラメント大都市圏のように現在でもいくらか樹林が残っている地域がある。
北側のテハマ郡コーニングの南からその北、シャスタ郡のシャスタレイクシティのあたりは山岳部の麓丘陵部になっている。これらはバレーヒルズと呼ばれ、コーニングに近いテハマ郡とグレン郡の郡境にあるローリングヒルズ・カジノの南で始まっている。レッドブラフやコーニングにも幾つかの丘陵がある。シャスタ郡のコットンウッドとレッドブラフの間はコットンウッドヒルズ（別名「9マイルヒル」）と呼ばれる1つの大きな丘陵の繋がりになっており、コットンウッドとアンダーソンの間にはコットンウッド・リッジがある。シャスタ郡のレディングには幾つかの丘陵があり、レッドブラフにはさらに多く、レディングから先は主に丘陵部である。
サクラメント・バレーの1つの地理的特徴あるものはサッター・ビュートである。世界最小の山脈というあだ名もあり、かつての火山の名残が連なり、サクラメント市から北に44マイル (70 km)、ユバシティの直ぐ郊外にある。

## 農業
柑橘類と堅果類の果樹園および牛の牧場がセントラル・バレーのどちらでも見られるものである。サクラメント・バレーの農業生産物は南にあるサンホアキン・バレーのそれに類似している。アーモンドやクルミのような堅果類はデルタより北では特に重要であり、乾燥したサンホアキン・バレーでは生育できない米も主要産品である。コーニングの町ではオイルを抽出するためおよび果物として消費するためのオリーブを産している。サンスウィート・グロワーズ社の本社がユバシティにある。プルーンについては400以上の生産者がおり、世界市場の3分の2以上を生産している。

## 気候
サクラメント・バレーの気候は南のサンホアキン・バレーのそれに大変類似している。ただし湿度と降水量はサクラメント・バレーの方が高い傾向がある。夏は乾燥する季節であり、日中の気温は 80°F(27℃) 台後半から 90°F(32℃) 台となるが、レディングやレッドブラフの地域では 100°F(38℃) を超えることも普通である。サンフランシスコ・ベイエリアから流れ込む「デルタ風」が低温と高湿度をもたらしている。時にはデルタ風がバレーで風速 30マイル/時 (48 km/h) にもなり、常にすがすがしいデルタでも 45マイル/時 (72 km/h) の突風となる。この風が朝に低い雲をもたらすことがあるが、概して短時間に吹き払われ、気温は低く保たれる。夏のような天候は9月初旬から中旬まで続くが、その後は次第に冷涼で雨が多く、霧の出る気候に移り始め、10月には秋の紅葉が始まる。雨の多い季節である冬は概して温暖から冷涼で、霧が多く、雨が降り、気温は 40°F(4℃) 台半ばから 50°F(10℃) 台前半となり、バレーの北側と丘陵部ではさらに寒くなる。雨季は10月から４月であるが、9月や5月に雨が降ることもある。雨季のサクラメント・バレーでは雷雨や竜巻が起こりやすい。特にコルサ郡やコーニングとグレン郡のオーランド周辺の地域で起こるが、竜巻の強度はF0からF1程度である。洪水は雨季の11月から3月に起ることがある。降雪は稀であるが、バレーの北端に近いレディングやレッドブラフでは、1年に1度か2度にわか雪が降る。チコでは数年に1回霙が降るが、5年ほど雪を見ないこともある。南側のサクラメントでは降雪が10年に1度あるかないかである。秋から冬に掛けてセントラル・バレー全体が深い地上霧に覆われやすく、特に夜とコーニングの南では車の運転が危険になる。この霧は風が弱いと数週間も続くことがある。春は雨の季節から始まるが、次第に乾燥し暖かくなる。秋の初めは暖かい傾向にあるが次第に長い冷涼、雨、霧の季節に移って行く。4月まで続く雨季になる前は、最高気温が 70°F(21℃) 台半ばから 80°F(27℃) 台前半である。霜は冬季に降りることがある。

## 交通
州間高速道路5号線がサクラメント・バレーをその西縁にそって南北に抜ける幹線道路である。州間高速道路80号線はバレーの南端を横切って北東から南西に通っている。その大半はサクラメント郡とヨロ郡を抜けている。カリフォルニア州道505号線と同113号線など幾つかの補助道路がこの2つの州間高速道路を繋いでいる。サクラメント市の地域は都市型高規格道路の網になっている。
その他の主要道路としては次のようなものがある。カリフォルニア州道99号線はバレーの東縁に沿ってほぼ州間高速道路5号線に並行し、サクラメントから北端のレッドブラフまで続いている。カリフォルニア州道20号線はバレーを東西に横切っており、メンドシーノ郡で州道1号線から岐かれてからドナー峠までを繋いでいる。カリフォルニア州道49号線はカリフォルニア・ゴールドラッシュの始まった年号に因んで名付けられており、バレーの丘陵部を多くの昔の鉱山町を抜けて走っている。カリフォルニア州道45号線はサクラメント川に沿っており、州間高速道路5号線からおよそ10マイル (16 km) 東にある。
ユニオン・パシフィック鉄道がサクラメント・バレーを通っており、その幹線である南北の線はオークランドからオレゴン州ポートランドを繋ぎ、途中でサクラメント、メアリーズビル、チコ、およびレディングを経由している。これはアムトラックの旅客列車コースト・スターライトが走る経路でもある。ユニオン・パシフィック鉄道は2つの東西方向の路線も持っており、1つはドナー峠を抜けて（昔のセントラル・パシフィック鉄道）、もう1つはフェザー川峡谷を抜けて（昔のウェスタン・パシフィック鉄道）東のネバダ州に向かう。アムトラックの列車「カリフォルニア・ゼファー」はドナー峠ルートを使っている。BNSF鉄道はオレゴン州クラマスフォールズからの線を持っており、プラマス郡ケディでユニオン・パシフィック鉄道のフェザー川峡谷線と接続している。BNSF鉄道はユニオン・パシフィック鉄道の東西方向2ルートの使用権を所有している。さらにカリフォルニア・ノーザン鉄道がバレーの西側、デイビスからテハマ（レッドブラフ近く）まで元サザン・パシフィック鉄道の線を運行している。

## 教育機関
- カリフォルニア大学デービス校
- カリフォルニア州立大学チコ校
- カリフォルニア州立大学サクラメント校

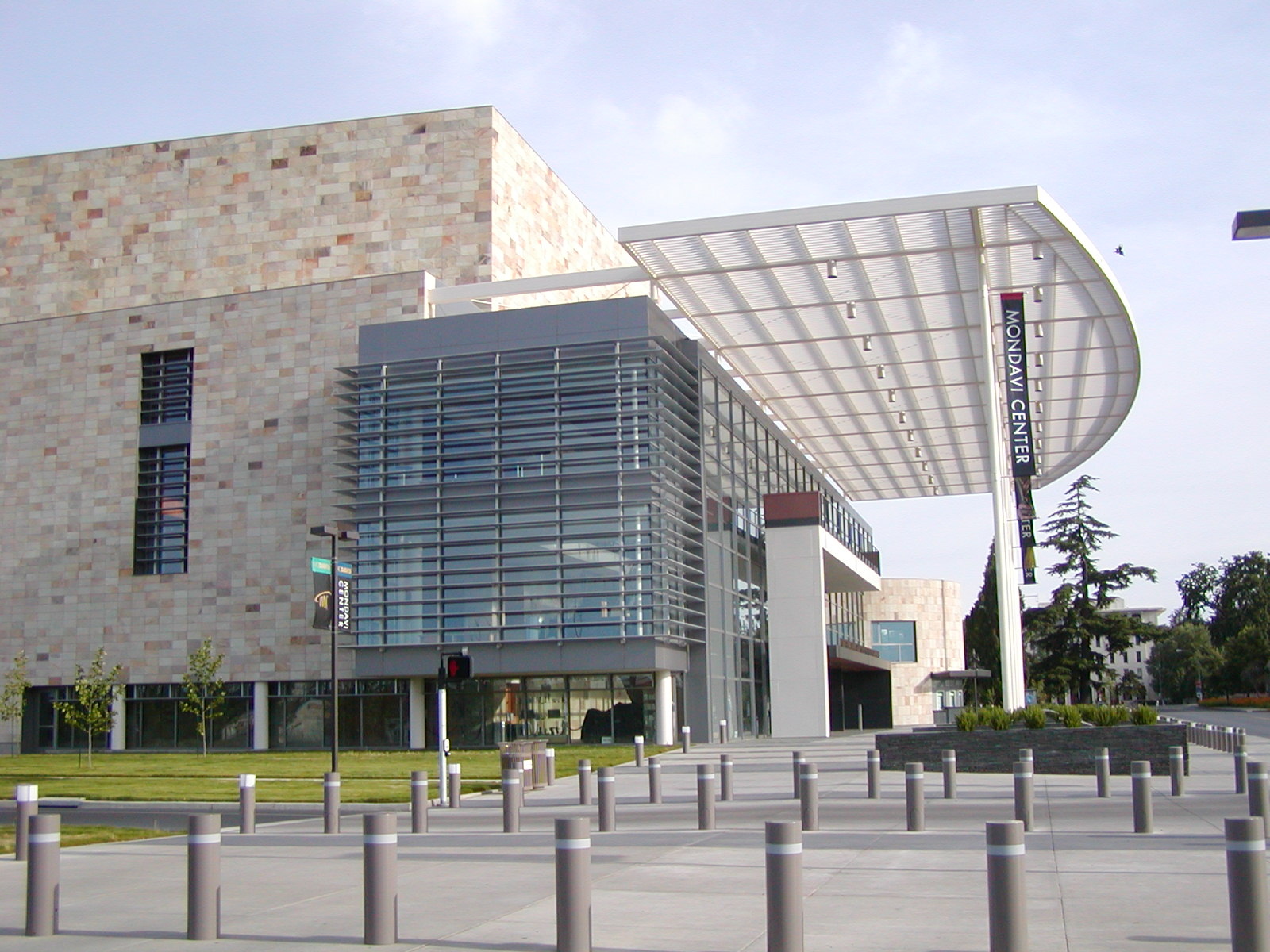
カリフォルニア大学デービス校

- キャピタル・バイブル・カレッジ、サクラメント市
- シンプソン大学、レディング市
- ウィリアム・ジェサップ大学、ロックリン市
- アメリカン川カレッジ、サクラメント市
- ビュート・カレッジ、オーロビル市
- コンシュームズ川カレッジ、サクラメント市
- フォルソム・レイク。カレッジ、フォルソム市
- サクラメントシティ・カレッジ、サクラメント市
- シャスタ・カレッジ、レディング市
- シエラ・カレッジ、ロックリン市
- ウッドランド・コミュニティ・カレッジ、ウッドランド市
- ユバ・コミュニティ・カレッジ、メアリーズビル市

## プロスポーツ・チーム

### NBA：ナショナル・バスケットボール・アソシエーション
- サクラメント・キングス - このチームは2001年にアナハイムに移転する可能性がある

### パシフィック・コースト・リーグ（マイナーリーグ野球）
- サクラメント・リバーキャッツ

### ゴールデン・ベースボール・リーグ
- チコ・アウトローズ

### 独立系女子フットボール・リーグ
- サクラメント・サイレンズ

### 女子プレミア・サッカー・リーグ
- カリフォルニア・ストーム
- サクラメント・プライド

## 主要都市

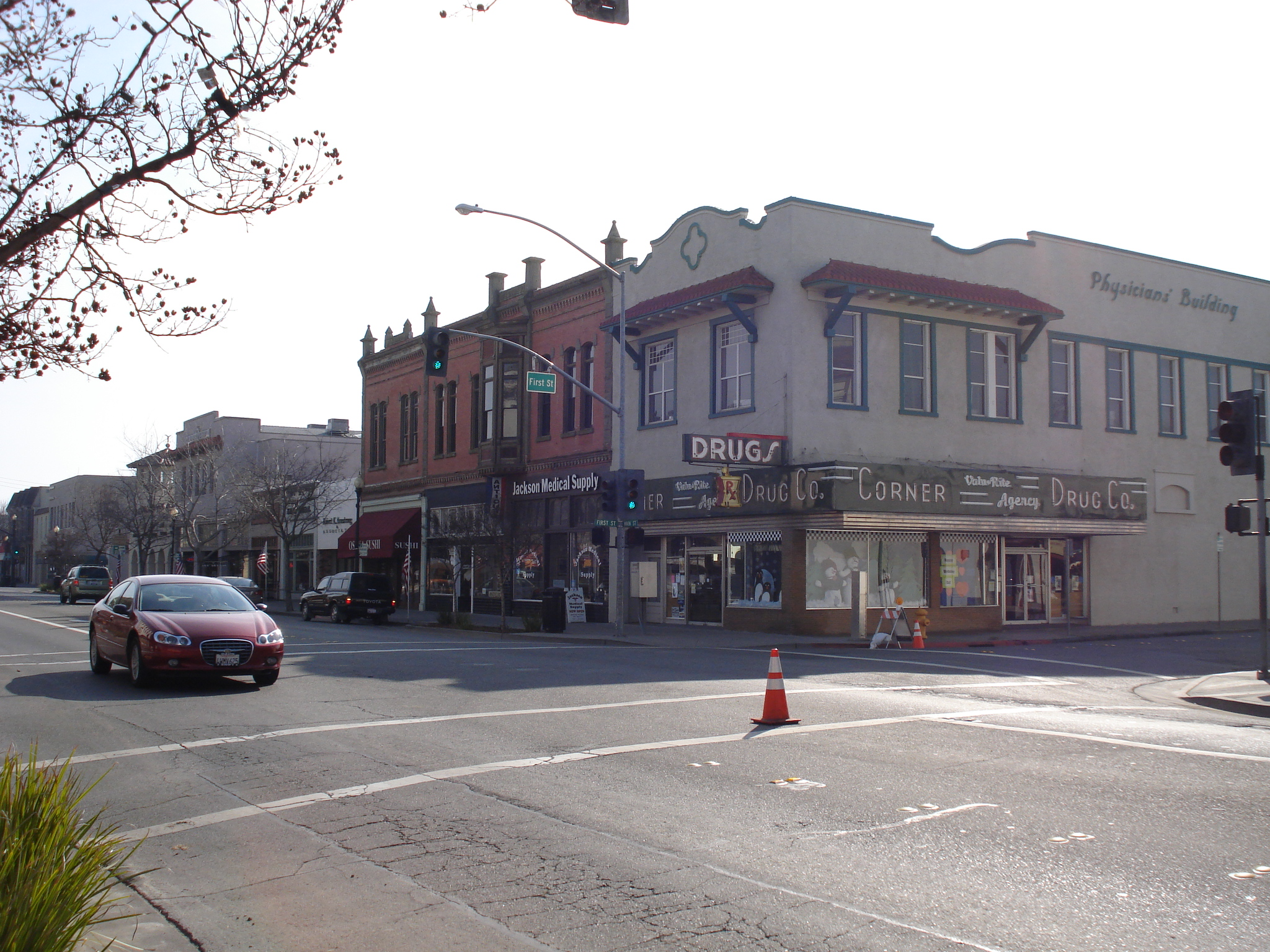
ウッドランド中心街

- サクラメント
- メアリーズビル
- レディング
- ウッドランド
- デイビス
- チコ
- ユバシティ
- ローズビル
- レッドブラフ
- ゴールト
- ローダイ